# Chiropotes chiropotes
Chiropotes chiropotes är en primat i släktet sakier som förekommer i nordöstra Sydamerika. Populationen listades fram till tidiga 2000-talet som underart till satansapan (Chiropotes satanas). Nyare taxonomiska avhandlingar och IUCN godkänner den som art.

## Utseende
Hannar når en kroppslängd (huvud och bål) av 41 till 46 cm och en vikt mellan 2,6 och 3,2 kg. Honor är allmänt mindre. Pälsen har huvudsakligen en svart färg med undantag av ryggen som är röd- till gulaktig. Liksom hos satansapan förekommer ett långt och tjockt skägg samt två stora kuddar av hår på huvudets topp.

## Utbredning och habitat
Arten förekommer i Amazonområdet i Brasilien norr om Amazonfloden och vidare till regionen Guyana samt till centrala Venezuela. Chiropotes chiropotes lever i skogar med fast grund som sällan översvämmas. Det kan vara skogar med höga träd, delvis lövfällande skogar och skogar i savanner.

## Ekologi
Denna primat har i princip samma levnadssätt som andra sakier. Flera hannar och honor samt deras ungar bildar större flockar med cirka 45 medlemmar. Vid födosöket delar sig flocken vanligen i mindre grupper. Populationen i bergstrakten kring Pico da Neblina bildar ibland blandade flockar med en art från släktet kortsvansapor, Cacajao hosomi. Arten äter främst frukter som kompletteras med frön, gröna växtdelar och ryggradslösa djur. Beroende på utbredning vandrar en flock per dag 1,3 till 2,5 km.
För kommunikationen kan arten vissla och kvittra och dessutom används kroppsspråk. Flocken är aktiv på dagen och den klättrar huvudsakligen i växtligheten. Honor är uppskattningsvis fem månader dräktig och sedan föds en enda ungar. Ungen håller sig med hjälp av svansen fast vid moderns kropp.

## Status
Chiropotes chiropotes jagas i vissa regioner för köttets skull men hela beståndet listas av IUCN som livskraftig (LC). I utbredningsområdet finns dessutom flera naturskyddsområden.